# Cephalopholis
Cephalopholis – rodzaj ryb okoniokształtnych z rodziny strzępielowatych.

## Klasyfikacja
Gatunki zaliczane do tego rodzaju:
| - Cephalopholis aitha - Cephalopholis argus – graniec zmienny - Cephalopholis aurantia - Cephalopholis boenak - Cephalopholis cruentata – granik cętkowany - Cephalopholis cyanostigma - Cephalopholis formosa - Cephalopholis fulva – graniec jasnobrzuchy - Cephalopholis hemistiktos - Cephalopholis igarashiensis - Cephalopholis leopardus - Cephalopholis microprion | - Cephalopholis miniata – graniec koralowy - Cephalopholis nigri - Cephalopholis nigripinnis - Cephalopholis oligosticta - Cephalopholis panamensis - Cephalopholis polleni - Cephalopholis polyspila - Cephalopholis sexmaculata - Cephalopholis sonnerati – graniec czerwony - Cephalopholis spiloparaea - Cephalopholis taeniops – graniec modroplamy - Cephalopholis urodeta |

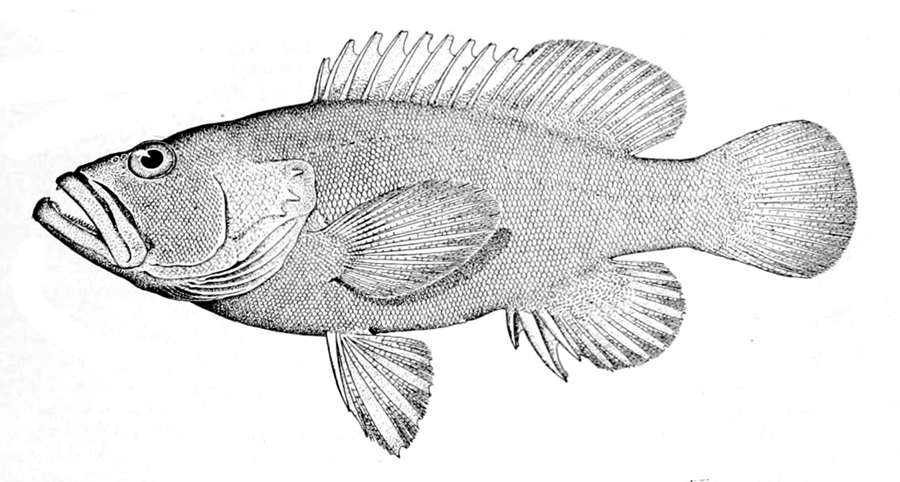
Cephalopholis aurantia
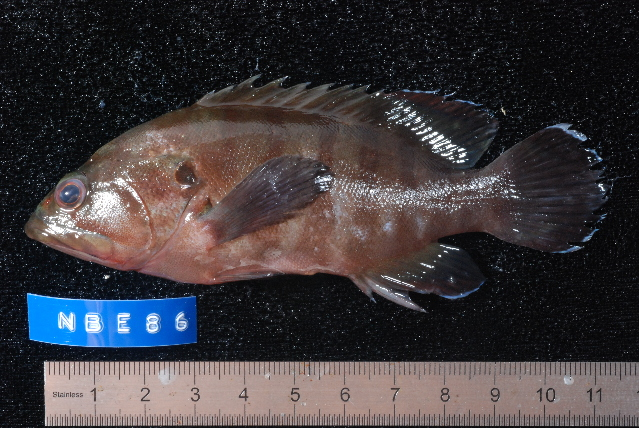
Cephalopholis boenak
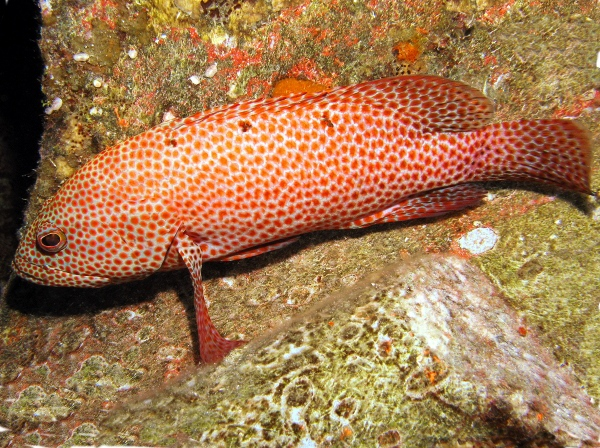
Cephalopholis cruentata
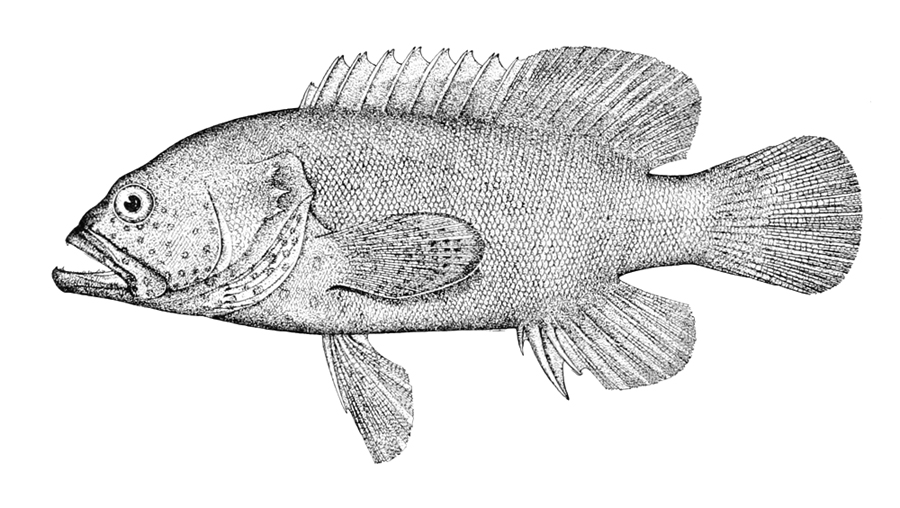
Cephalopholis cyanostigma
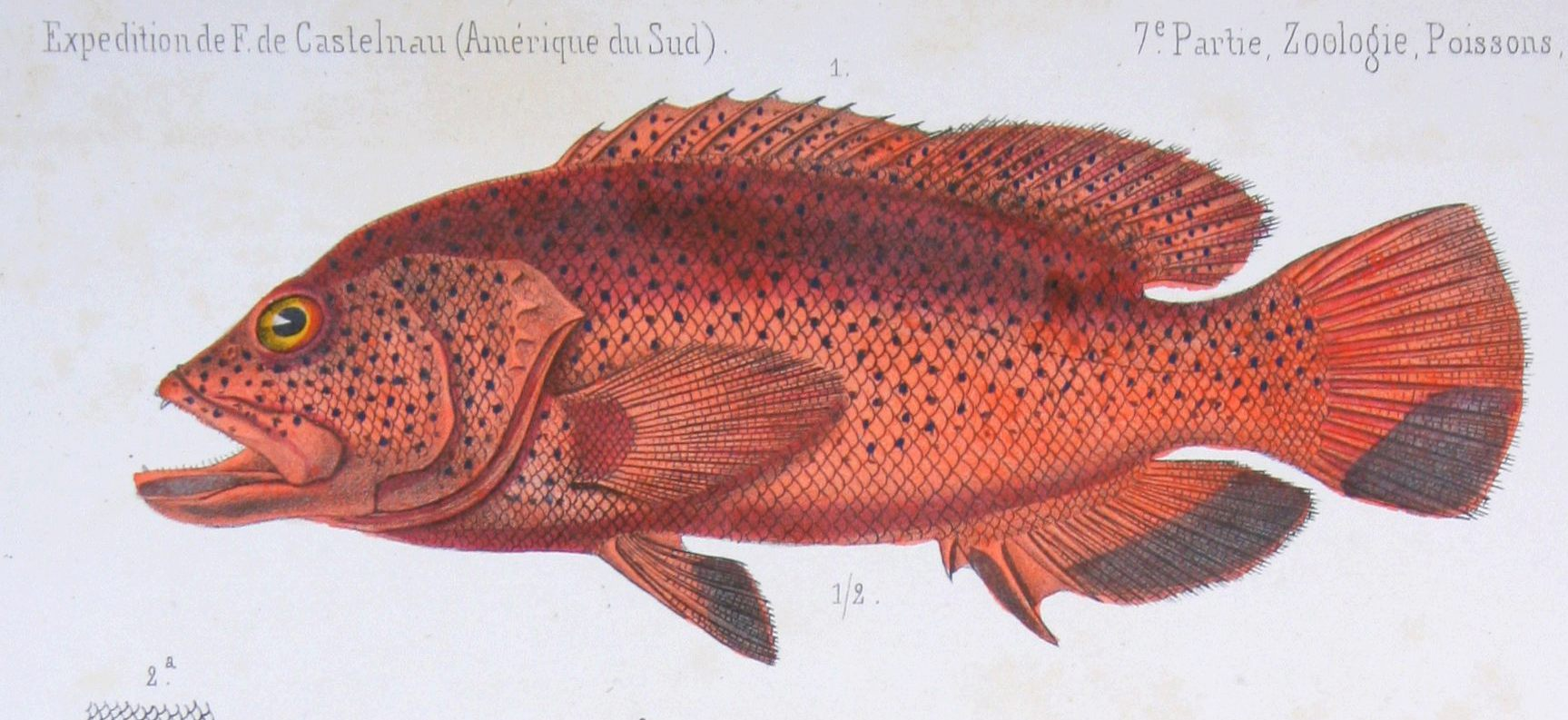
Cephalopholis fulva
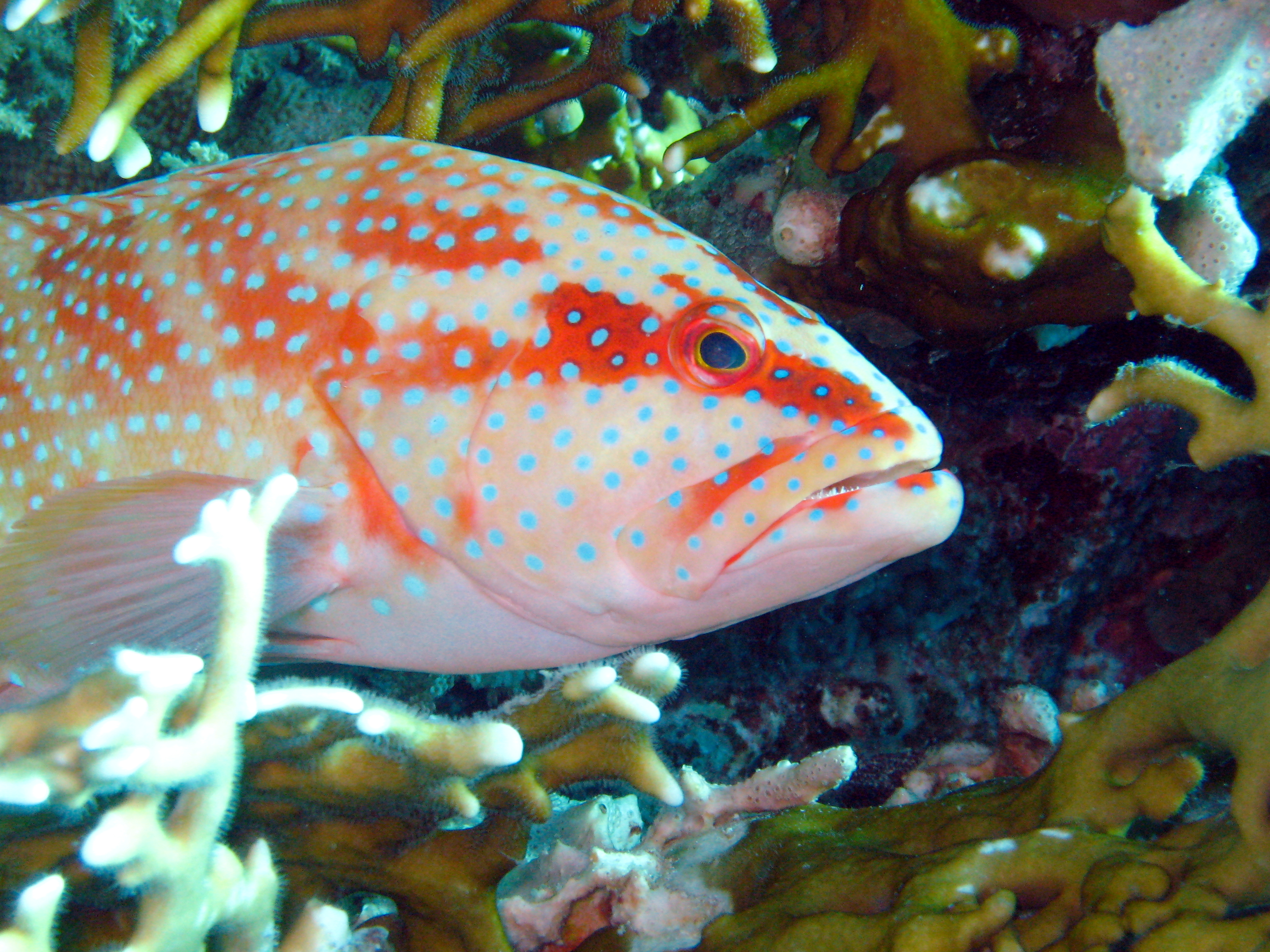
Cephalopholis hemistiktos
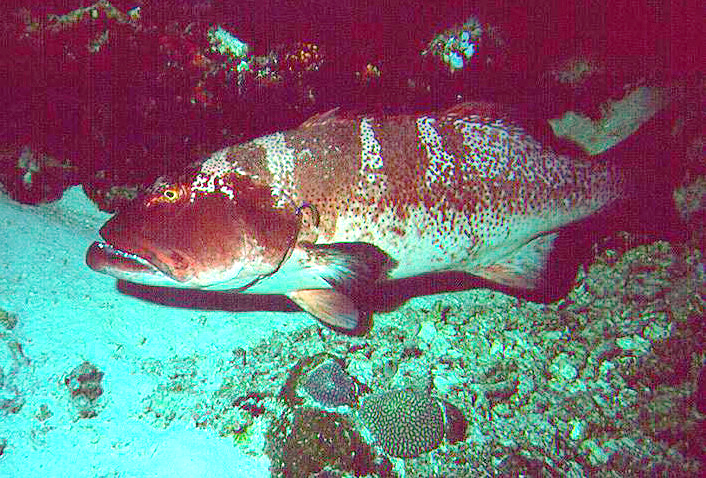
Cephalopholis leopardus
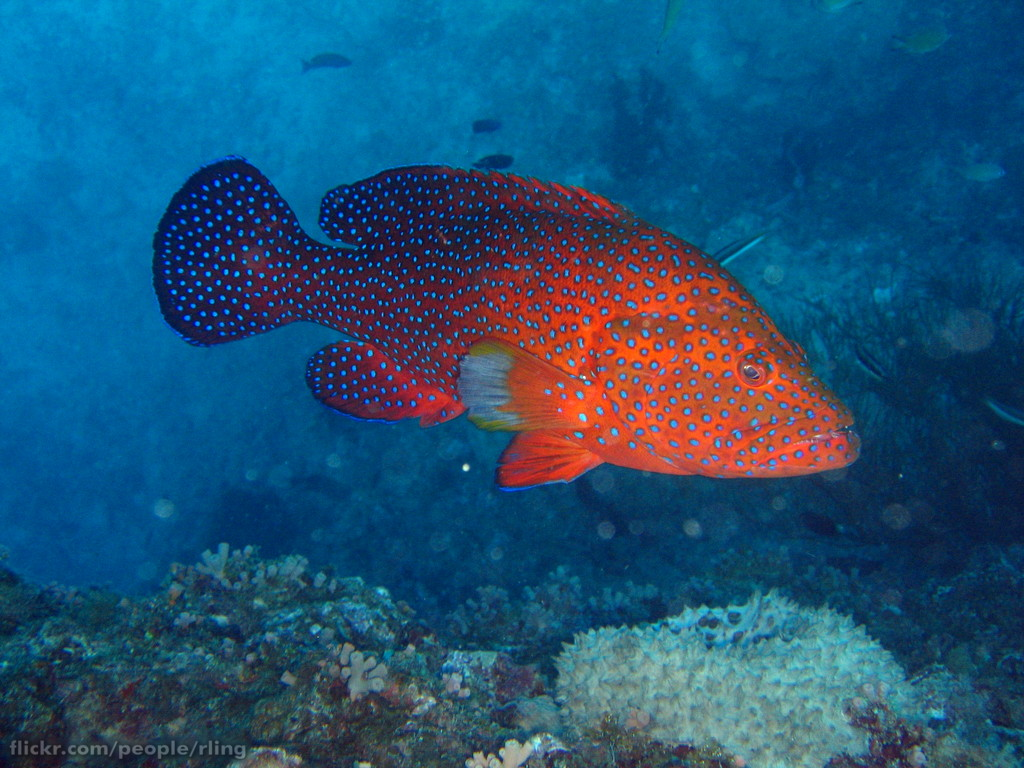
Cephalopholis miniata
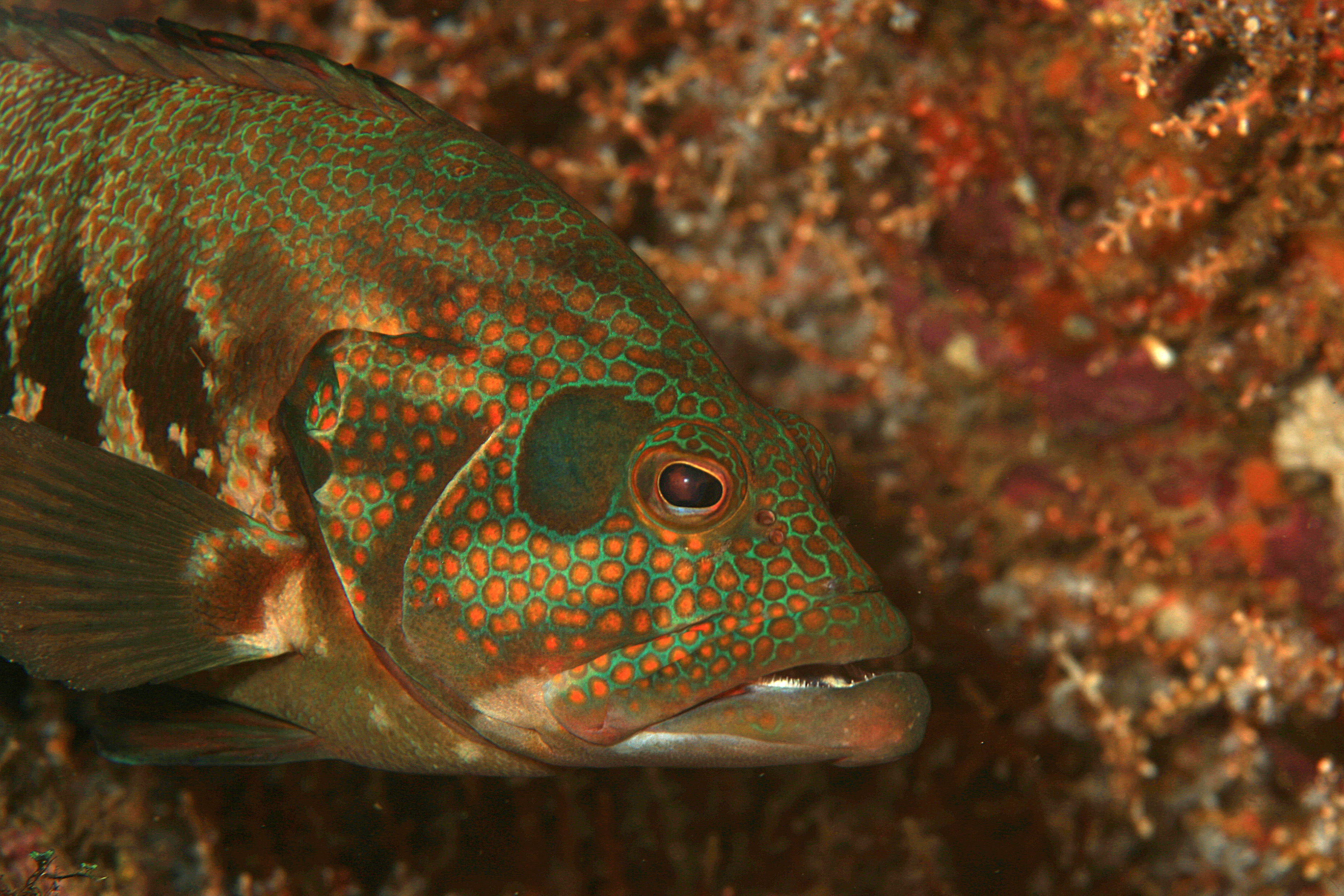
Cephalopholis panamensis
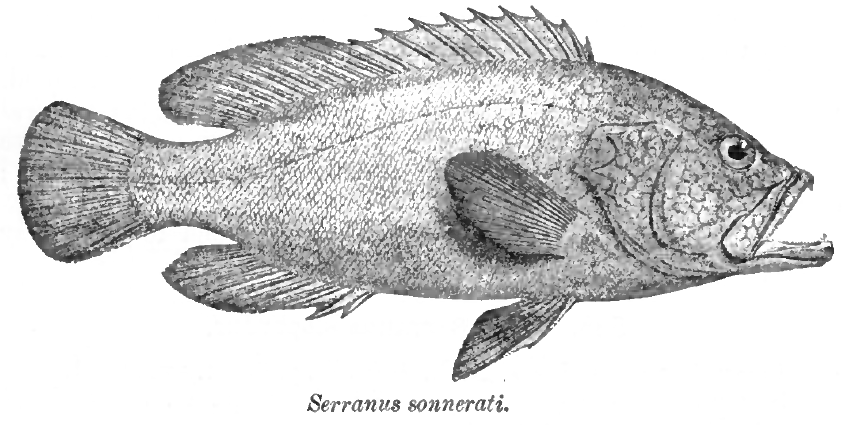
Cephalopholis sonnerati
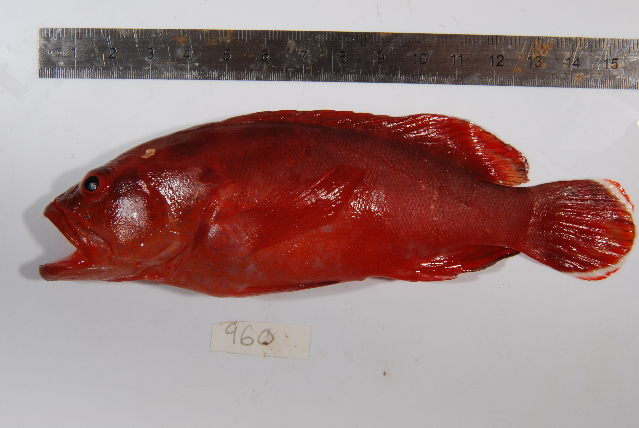
Cephalopholis spiloparaea
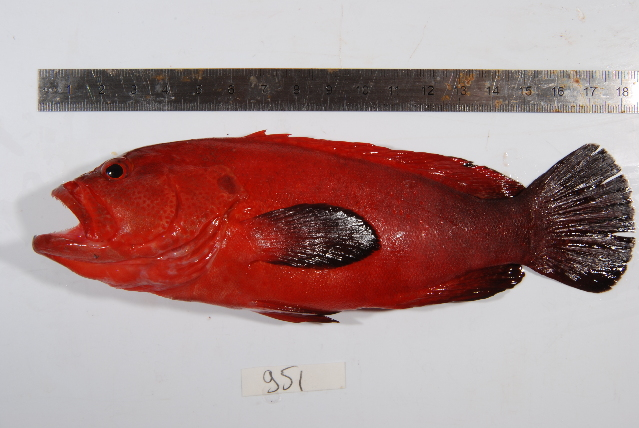
Cephalopholis urodeta